# Riders of the Purple Sage (film, 1941)
Pour les articles homonymes, voir Riders of the Purple Sage.
Pour plus de détails, voir Fiche technique et Distribution.
Riders of the Purple Sage (littéralement, Cavaliers de la sauge pourpre) est un film américain réalisé par James Tinling, sorti en 1941.
Il s'agit de la quatrième adaptation du roman éponyme (en) de Zane Grey, publié en 1912  par Harper & Brothers après le film Riders of the Purple Sage de Frank Lloyd avec William Farnum et Mary Mersch (en), sorti en 1918, Tom le vengeur, réalisé par Lynn Reynolds avec Tom Mix et Mabel Ballin, sorti en 1925, et Riders of the Purple Sage (en), réalisé par Hamilton MacFadden, avec George O'Brien et Marguerite Churchill, sorti en 1931. Il y aura encore une autre adaptation du roman de Zane Grey à la télévision avec le téléfilm Riders of the Purple Sage (en)  réalisé par Charles Haid, avec Ed Harris et Amy Madigan, diffusé en 1996.

## Synopsis
Jim Lassiter (George Montgomery) apprend que sa nièce Fay Larkin (Patsy Patterson) a été privée de son héritage par le juge véreux Dyer (Robert Barrat).

## Fiche technique
- Titre original : Riders of the Purple Sage
- Réalisation : James Tinling
- Assistant-réalisateur : Charles D. Hall (non crédité)
- Scénario : William Bruckner et Robert F. Metzler, d'après le roman éponyme (en) de Zane Grey
- Photographie : Lucien Andriot
- Montage :  Nick DeMaggio
- Musique : Cyril J. Mockridge
- Directeur musical : Emil Newman
- Direction artistique : Richard Day, Chester Gore
- Décors : Thomas Little
- Costumes : Herschel McCoy
- Son :  W.D. Flick, Harry M. Leonard
- Producteur exécutif : Sol M. Wurtzel
- Société de production : Twentieth Century Fox
- Société de distribution : Twentieth Century Fox
- Pays d'origine :  États-Unis
- Langue : anglais américain
- Métrage : 1 485,90 m (5 bobines)
- Format : Noir et blanc — 35 mm — 1,37:1 — Son : Mono (RCA Sound System)
- Genre : Film dramatique, Film d'action, Western
- Durée : 54 minutes
- Dates de sortie : 
  -  États-Unis : 10 octobre 1941
  -  Royaume-Uni : 26 janvier 1942
  -  Mexique : 10 février 1952

## Distribution
- George Montgomery : Jim Lassiter
- Mary Howard : Jane Withersteen
- Robert Barrat : le juge Dyer
- Lynne Roberts : Bess
- Kane Richmond : Adam Dyer
- Patsy Patterson : Fay Larkin
- Richard Lane : Oldring
- Oscar O'Shea : Noah Judkins
- James Gillette : Venters
- Frank McGrath : Pete
- LeRoy Mason : Jerry Card